# Laguna Urre Lauquén

La laguna Urre Lauquén (pron.: ourré laukén)  est un lac peu profond d'environ 95 km², situé en province argentine de La Pampa. Elle est alimentée par les eaux du río Desaguadero (appelé ici Chadileuvú) qui s'y jette du côté nord. Étant donné la sècheresse générale du bassin de la rivière, l'irrégularité des précipitations et la surutilisation de ses eaux et de celles de ses affluents pour l'irrigation, il arrive bien souvent que les eaux du Desaguadero, terminent leur cours dans la lagune et s'y perdent par évaporation et infiltration.
D'autres saisons ou d'autres années par contre, à la suite de bonnes précipitations suffisantes dans la région de Cuyo, l'abondance retrouvée des eaux de la rivière lui fait passer outre à la lagune et se déverser plus en aval, dans la laguna Amarga, ou plus loin encore dans le río Colorado.

## Étymologie
Urre veut dire Brume en mapudungun, langue des indiens Mapuches. Lauquén ou Lafquén, toponyme fréquent en Patagonie signifie Lac. Il s'agit donc du lac des Brumes.

## Situation
Le lac est situé à quelques kilomètres à l'est de la laguna La Dulce et quelque peu au nord-est et en amont de la laguna Amarga qui se trouve elle aussi en communication avec le río Desaguadero ou Chadileuvú.
Ses coordonnées approximatives sont 38°00' de latitude sud, et 65°50' de longitude ouest. 

## Quelques données chiffrées
- Sa surface se trouve à une altitude de 219 mètres.
- Sa superficie est de 95 000 000 m2 soit 95 kilomètres carrés (soit deux fois celle du lac du Bourget en France).
- Sa profondeur moyenne est de 1,6 mètre.
- Le volume d'eau contenu est de 152 millions de m³.
- La longueur de ses rives est de 34 kilomètres.
- L'étendue de son bassin versant est de 240 000 km2
- Son émissaire, le río Curacó a un débit la plupart du temps très faible et parfois égal à zéro, en moyenne 3 à 5 m³.